# Thomas Bouquerot de Voligny
Thomas André Marie Bouquerot de Voligny est un magistrat et homme politique français, né le 27 août 1755 à Asnan (Nièvre) et mort le 26 août 1841 à Paris.

## Biographie
Issu d'un milieu de petits notables du Nivernais, il est le fils d’Étienne François Bouquerot, procureur, notaire royal et contrôleur des actes à Asnan. Voligny est le nom d’une terre située près de Varzy dont son père est propriétaire. 
Après des études de droit, il devient avocat et s’établit à Clamecy.
Le 7 février 1790, il est élu maire d’Asnan.
De 1791 à 1793, il est aussi le juge suppléant du tribunal du District de Clamecy.
Maire "modéré", il est dénoncé et accusé d'être un partisan des Girondins. Il est arrêté et incarcéré le 28 ventôse an II à la prison du château de Pressures près de Clamecy puis transféré au Collège du Plessis à Paris. Il est traduit devant le Tribunal révolutionnaire le 17 prairial an II.
Il est libéré après la Chute de Robespierre.
Nommé agent national du District de Clamecy en remplacement de Bias Parent, il devient l'accusateur public du tribunal de la Nièvre à partir du 18 vendémiaire an IV.
Le 22 germinal an V, il est élu député de la Nièvre au Conseil des Anciens. Le Musée de la Révolution française de Vizille conserve un portrait de Bouquerot en grand uniforme.  
Rallié au Coup d'État du 18 brumaire, il est nommé juge à la Cour d'Appel d'Orléans par Napoléon Bonaparte le 9 floréal an VIII.
Il conserve cette fonction pendant tout le Premier Empire.
Ancien magistrat impérial, il accède cependant au titre de Président de Chambre à la Cour royale de Bourges le 20 mars 1816. Il sera décoré Chevalier de la Légion d'honneur le 22 mai 1825.
Il est le frère du général Jean-Baptiste Bouquerot des Essarts.

## Pour approfondir